# Axel Gustaf Genberg
Axel Gustaf Genberg, född den 31 mars 1854 i Stockholm, död där den 25 mars 1948, var en svensk militär. Han var son till Paulus Genberg och Amélie Toll.
Genberg blev underlöjtnant vid Vendes artilleriregemente 1874, löjtnant där 1878, kapten där 1890 och major där 1902. Han var gymnastiklärare vid Kristianstads högre allmänna läroverk 1891–1903. Genberg befordrades till överstelöjtnant vid Smålands artilleriregemente 1905. Han beviljades avsked från beställning på stat och blev överste i armén 1912. Genberg blev riddare av Svärdsorden 1895. Han vilar på Ljungby kyrkogård utanför Kalmar.